# 李慧殷
李慧殷（韓語：이혜은，1973年5月23日—），韓國女演員。

## 演出作品

### 電視劇
- 2002年：KBS《冬日戀歌》飾 孔辰淑
- 2006年：SBS《愛恨一線間》飾 貞熙的同事
- 2007年：MBC《新賢母良妻》
- 2007年：SBS《討厭也喜歡》飾 末順
- 2008年：KBS《戀愛結婚》飾 徵婚社客戶
- 2008年：SBS《神的天秤》飾 高善雅
- 2009年：MBC《男版灰姑娘》
- 2010年：SBS《Coffee House》飾 秉熙
- 2011年：SBS《薔薇的戰爭》
- 2012年：tvN《黃色福壽草》飾 高美英
- 2012年：MBC《彷彿愛過》飾 李芝淑
- 2013年：MBC《七級公務員》飾 賢慶
- 2013年：JTBC《宮中殘酷史－花的戰爭》飾 張貴人
- 2013年：MBC《帝王之女守百香》飾 昭正夫人
- 2014年：KBS《天上女人》飾 奉蒼
- 2014年：SBS《清潭洞醜聞》飾 昭靜
- 2015年：SBS《離婚律師戀愛中》飾 羅善惠
- 2015年：SBS《愛你的時間》
- 2016年：tvN《又，吳海英》飾 貞淑
- 2016年：SBS《倒數第二次戀愛》飾 吳英愛
- 2017年：SBS《李判史判》飾 吳美子
- 2021年：KakaoTV《不瘋不狂不愛你》飾 崔善英
- 2023年：ENA《能成為陌生人嗎》飾演 金美玉

### 電影
- 1998年：《Birdcage Inn》
- 1999年：《Nowhere To Hide》（客串）
- 2000年：《春香傳》飾 香丹
- 2005年：《Mom's Way》
- 2006年：《Once In A Summer》
- 2007年：《雙面女友》
- 2008年：《Fly Me To The Moon》（配音）
- 2010年：《大獎賽》
- 2017年：《Come, Together》
- 待定：《蚁裂》